# Oltářní mřížka

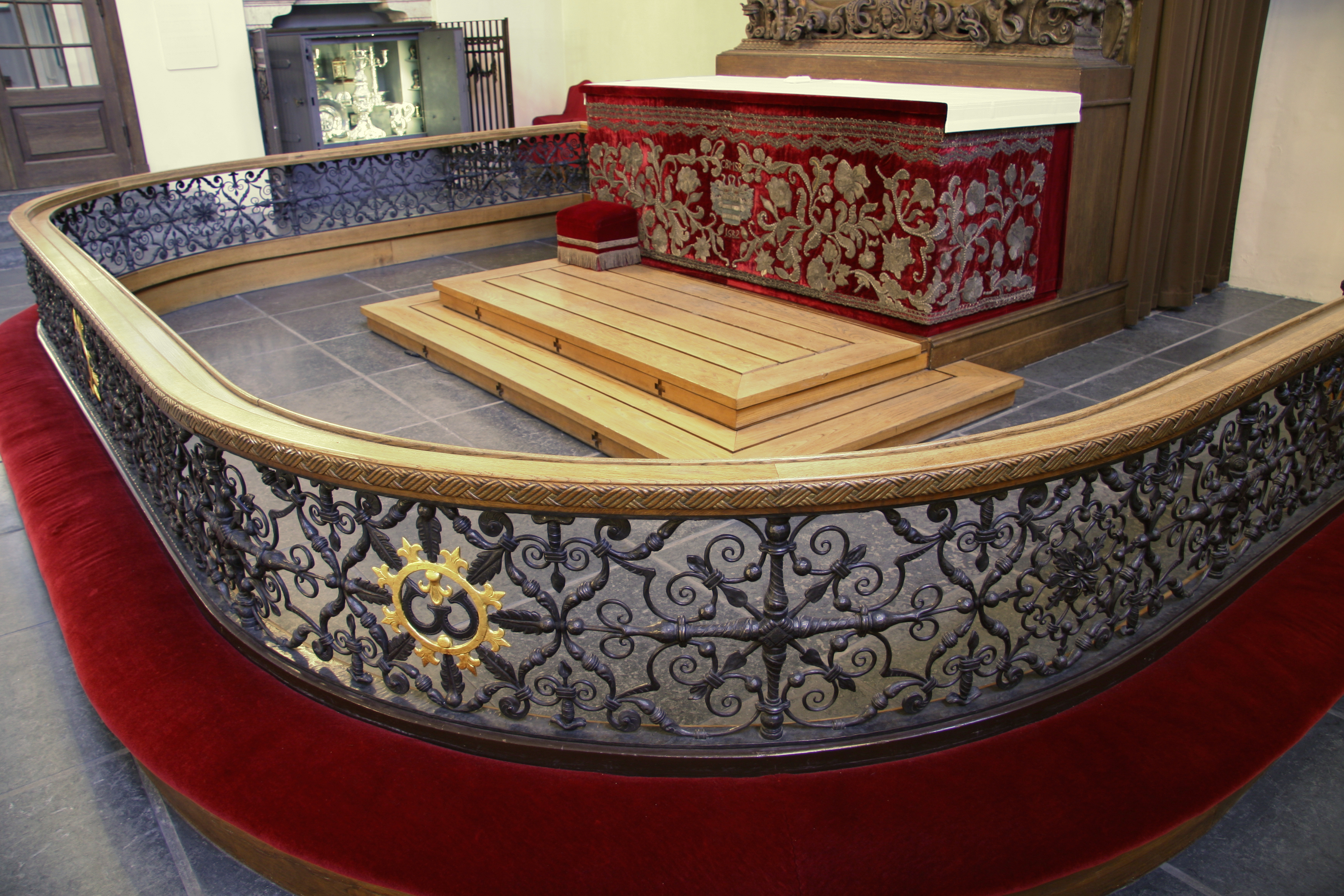
Oltářní mřížka v evangelickém kostele Holmens kirke v Kodani

Oltářní mřížka je mřížka či zábradlí ve formě balustrády, které v kostele odděluje presbytář od lodi. Používá se v kostelech římskokatolických, anglikánských, luteránských a metodistických. Slouží jako místo, kde se věřícím podává svaté přijímání.

## Charakteristika
Do šedesátých let 20. století byla oltářní mřížka univerzální součástí katolických kostelů a kaplí (kromě nejmenších kaplí, kam se z prostorových důvodů nevešla). Nikdy nevyšel předpis, který by odstranění mřížek či jejich nebudování v kostelích dovoloval, ale přesto se po druhém vatikánském koncilu často z důvodů praktických – prostor pro postavení oltáře pro celebraci tváří k lidu, namísto dosavadního ad orientem – mřížka odstraňovala a svaté přijímání se začalo místo u oltářní mřížky zpravidla podávat věřícím stojícím ve frontě. V roce 1967 bylo v instrukci z Říma, která byla v českých zemích publikována v Acta Curiae uvedeno, že zvyk podávat přijímání věřícím u oltářní mřížky má být zachován[zdroj?].